# Zenon Wierzchowski
Zenon Wierzchowski (ur. 1888, zm. 30 listopada 1981) – polski chemik, profesor Uniwersytetu Marii Curie-Skłodowskiej w Lublinie.

## Życiorys naukowy
Studiował na Wydziale Chemii Politechniki Lwowskiej, w 1912 uzyskał stopień doktora nauk technicznych. W 1928 r. objął stanowisko kierownika Sziału Biochemii na Wydziale Żywienia Zwierząt Instytutu Rolnictwa i Leśnictwa w Puławach (funkcję tę pełnił do 1943 r.). Wykładał wówczas również nauki przyrodnicze w puławskim Prywatnym Gimnazjum Żeńskim Jadwigi Hollakowej. Kierownik działu chemiczno-fizjologicznego w Instytucie Naukowym Gospodarstwa Wiejskiego w Puławach. Po utworzeniu Uniwersytetu Marii Curie-Skłodowskiej uzyskał tam stanowisko profesora na Wydziale Chemii Ogólnej. W 1952 został kierownikiem Katedry Chemii Ogólnej na Wydziale Rolniczym Wyższej Szkoły Rolniczej w Lublinie i zajmował to stanowisko do przejścia na emeryturę w 1960.

## Ordery i odznaczenia
- Krzyż Kawalerski Orderu Odrodzenia Polski (1933)[2]

## Publikacje
Wybrane publikacje:
- Studja nad witaminami = Recherches sur les vitamines (1924)
- O czynnikach strawności składników pokarmowych u ptactwa domowego (1928)
- O zawartości witaminów B w dojrzewających i kiełkujących ziarnach pszenicy (1928)
- Studja nad żywieniem kur-niosek (1933)
- O strawności pasz zielonych i okopowych u kur (1933)
- O strawności zielonych pasz i buraków u kur (1934)
- Studia nad występowaniem alfa i beta-karotenu w świecie roślinnym (1957)
- Wartość witaminowa runi łąkowej, jej źródła i czynniki zmian (1971)